# Limbella fryei
Limbella fryei är en bladmossart som beskrevs av Ryszard Ochyra 1986. Limbella fryei ingår i släktet Limbella och familjen Neckeraceae. IUCN kategoriserar arten globalt som akut hotad. Inga underarter finns listade i Catalogue of Life.